# Libera Università di Bolzano
La Libera Università di Bolzano (in tedesco Freie Universität Bozen; in ladino Université Lëdia de Balsan; in inglese Free University of Bozen-Bolzano; acronimo unibz) è una università italiana non statale, promossa dalla Provincia autonoma di Bolzano.
La caratteristica principale dell'Ateneo è l'insegnamento trilingue: italiano, tedesco e inglese. La Facoltà di scienze della formazione dispone altresì di una sezione in lingua ladina.

## Storia
L'università di Bolzano è la più recente e meno frequentata fra le tre della Euregio Tirolo-Alto Adige-Trentino, dopo le Università di Innsbruck e di Trento. L'ateneo è stato fondato nel 1997 con l'inaugurazione della facoltà di Economia a Bolzano e della facoltà di Scienze della formazione a Bressanone.

## Strutture
Dipartimenti
- Ingegneria
- Economia
- Scienze della formazione

Il sigillo della Libera Università di Bolzano

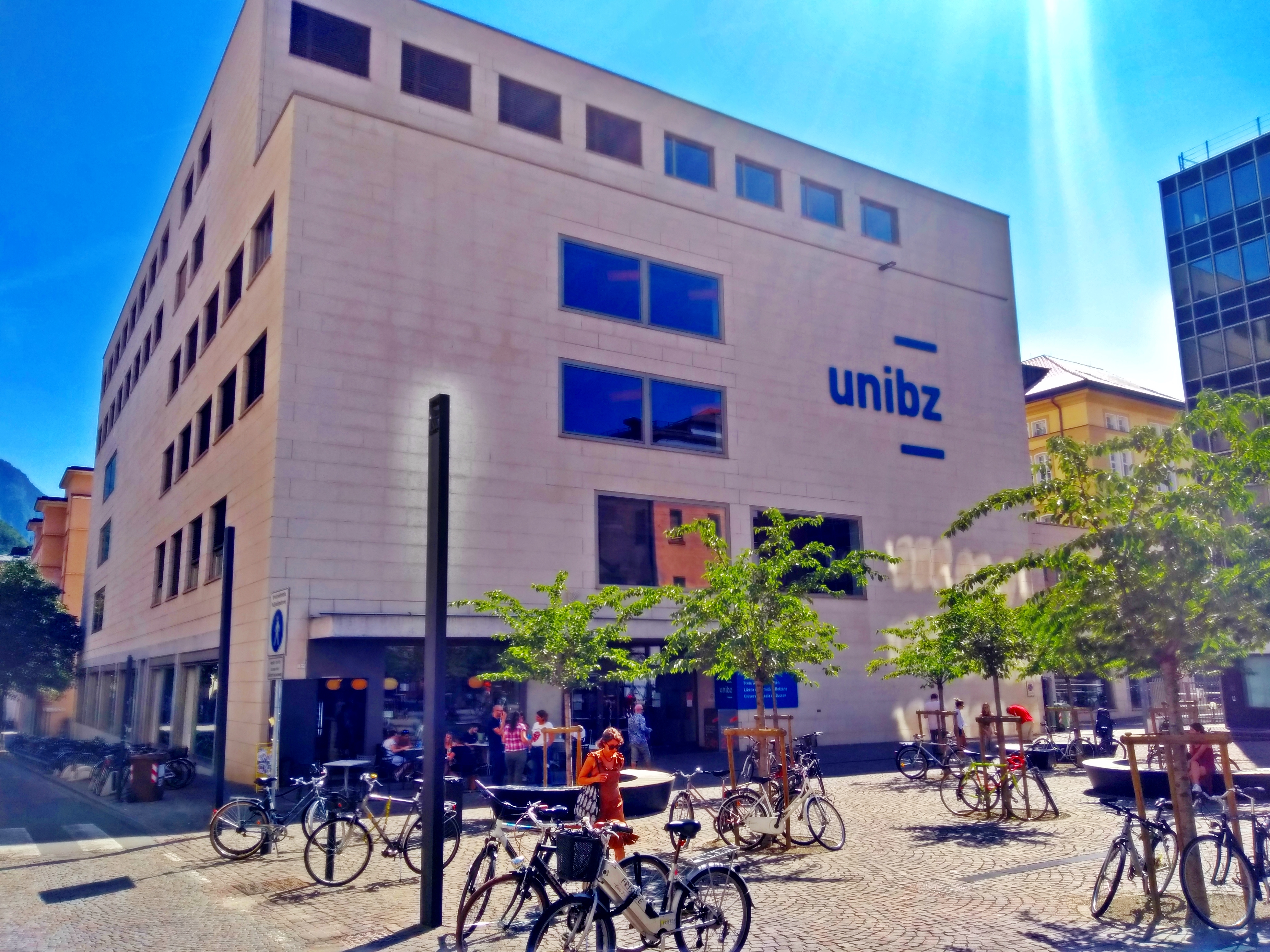
L'edificio centrale dell'Università a Bolzano

- Scienze agrarie, ambientali e alimentari
- Design e arti

Campus
L'università è organizzata in tre campus: 
- Bolzano, dove hanno sede le facoltà di ingegneria, economia, scienze agrarie, ambientali e alimentari e design e arti;
- Bressanone, che ospita la facoltà di scienze della formazione;
- Brunico, che accoglie unicamente il corso di laurea della facoltà di economia in management del turismo, dello sport e degli eventi.

I tre campus sono frutto di concorsi architettonici internazionali: gli architetti Matthias Bischoff e Roberto Azzola di Zurigo hanno progettato la sede di Bolzano, mentre Regina Kohlmeyer e Jens Oberst di Stoccarda hanno progettato la sede di Bressanone.

### Casa editrice
Dal 2005, dispone di una propria casa editrice: Bozen-Bolzano University Press (bu,press).

## Rettori
- 1998-2003 Alfred Steinherr, economista lussemburghese
- 2004-2008 Rita Franceschini, linguista svizzera
- 2008-2016 Walter Lorenz, sociologo tedesco[11]
- 2017-2024 Paolo Lugli, ingegnere italiano[12]
- dal 2024, Alex Weissensteiner, economista italiano altoatesino.[13]